# The Final Countdown
„The Final Countdown“ je píseň z roku 1986 napsaná Joey Tempestem pro švédskou skupinu Europe. Poprvé byla vydána na stejnojmenném albu a okamžitě se stala hitem. Dostala se na první místa v hitparádách v 26 zemích. Prodalo se jí na 8 milionů kopií.

## Původ a nahrávání
Píseň byla založena na klávesovém riffu, který Joey Tempest složil mezi lety 1981 a 1982 na klávesách půjčených od Mica Michaeliho. Joey Tempest se znal s majitelem klubu, který navštěvoval, a propůjčil mu tento riff. Takže při otevírání opony riff zazněl. Když v roce 1985 John Levén tento klub navštívil, navrhl Tempestovi, aby napsal píseň založenou na tomto riffu. Text byl inspirován písní Davida Bowieho „Space Oddity“.
Píseň se kytaristovi Johnu Norumovi vůbec nelíbila z důvodu, že syntezátory byly v písni dominantnější než rytmické kytary. Norum se nechal inspirovat kytarovým sólem stylem od kytaristy Ritchiem Blackmoreovi.

## Živé účinkování
Od jejího vydání se píseň „The Final Countdown“ stala součástí koncertů Europe. Jedno z nejpamětihodnějších vystoupení bylo bezpochyby[zdroj?] na oslavě milénia ve Stockholmu, kde vystoupili oba kytaristé John Norum i Kee Marcelo.

## Videoklip
Videoklip byl natočen Nickem Morrisem. Obsahuje záběry ze dvou koncertů v Solnahallenu v Solně ve Švédsku 25. a 26. května, a ze zvukových zkoušek na těchto koncertech.

## Hitparády
| Hitparády (1986–87)                      | Pozice v hitparádách |
| ---------------------------------------- | -------------------- |
| Austrálie (Kent Music Report)            | 2                    |
| Rakousko (Ö3 Austria Top 40)             | 1                    |
| Belgie (Ultratop 50 Flanders)            | 1                    |
| Belgie (VRT Top 30 Flanders)             | 1                    |
| Kanada (Canada Top Singles)              | 5                    |
| Evropa (Pan-European Charts)             | 1                    |
| Finsko (Suomen virallinen lista)         | 1                    |
| Francie (SNEP)                           | 1                    |
| Německo (Official German Charts)         | 1                    |
| Irsko(IRMA)                              | 1                    |
| Itálie (FIMI)                            | 1                    |
| Nizozemí (Dutch Top 40)                  | 1                    |
| Nizozemí (Single Top 100)                | 1                    |
| Nový Zéland (Recorded Music NZ)          | 12                   |
| Norsko (VG-lista)                        | 4                    |
| Polsko (LP3)                             | 1                    |
| Jižní Afrika (Springbok Radio)           | 1                    |
| Španělsko (AFYVE)                        | 1                    |
| Švédsko (Sverigetopplistan)              | 1                    |
| Švýcarsko (Schweizer Hitparade)          | 1                    |
| Velká Británie (Official Charts Company) | 1                    |
| USA (Billboard Album Rock Tracks)        | 18                   |
| USA (Billboard Hot 100)                  | 8                    |
| USA (Cash Box)                           | 10                   |

## The Final Countdown 2000
V roce 1999 byl vydán taneční remix „The Final Countdown 2000“. Producentem byl Brian Rawling, který spolupracoval mimo jiné s Cher na singlu „Believe“. Singl na sebe upoutal pozornost tím, že v prvním vydání chybělo ve slově Countdown písmeno o.

## Sestava
- Joey Tempest – zpěv
- John Norum – kytara
- John Levén – baskytara
- Mic Michaeli – klávesy
- Ian Haugland – bicí

## Česká coververze
Pod názvem „Nikde žádnej kondom“ nahrálo v roce 2005 duo Těžkej Pokondr coververzi této písně.